# Iulia Solnțeva
Iulia Ippolitovna Solnțeva (în rusă Юлия Ипполитовна Солнцева), pe numele real Peresvetova (în rusă Пересветова; n. 7/20 august 1901, Moscova, Imperiul Rus – d. 29 octombrie 1989, Moscova, RSFS Rusă, URSS), a fost o actriță și regizoare de film sovietică. A obținut Premiul Stalin cl. a II-a (1949) și a fost distinsă cu titlul de Artist al poporului din URSS în 1981. Este prima femeie regizor care a obținut Premiul pentru cel mai bun regizor la Festivalul Internațional de Film de la Cannes (1961). A fost soția și colega regizorului Oleksandr Dovjenko.

## Biografie
S-a născut în 25 iulie/7 august 1901 la Moscova în familia lui Ippolit Peresvetov și a Valentinei Timohina. Tatăl ei lucra la o fabrică de zahăr, iar mama ei era casieră principală la magazinul „Muir & Mirrielees” (în prezent Magazinul Universal Central, abreviat ȚUM). Un accident de muncă a curmat viața tatălui ei, iar mama ei a murit curând din cauza durerii sufletești. Iulia și fratele ei au rămas de mici orfani și au fost crescuți de bunicii lor.
Bunicul ei a fost transferat apoi cu serviciul la Sankt Petersburg, iar Iulia a urmat cursurile gimnaziului din acel oraș. A devenit interesată de teatru și a început să joace într-un mic grup de artiști amatori. S-a înscris apoi la Facultatea de Istorie și Filologie a Universității din Moscova, dar a abandonat aceste studii, și a urmat cursurile de actorie ale Institutului de Stat de Muzică și Teatru din Moscova (în prezent GITIS).
După ce a absolvit cursurile institutului în anul 1922, a fost angajată ca actriță la Teatrul de Cameră din Moscova, unde și-a început cariera, dar a abandonat curând activitatea teatrală în favoarea cinematografiei. În anul 1924 a jucat roluri principale în două filme: rolul reginei marțiene Aelita în filmul cu același nume al lui Iakov Protazanov și rolul Zina Vesenina în comedia Папиросница от Моссельпрома a lui Iuri Jeleabujski.
Solnțeva a abandonat cariera de actriță după întâlnirea lui Dovjenko (ultimul ei rol a fost în filmul Pământ (1930)), devenind o colaboratoare a cineastului la toate filmele sale viitoare, inclusiv la filmele documentare. Începând din 1929 a lucrat ca asistent regizor la studiourile VUFKU, Fabrica de film din Moscova „Soiuzkino” (mai târziu „Mosfilm”) și Fabrica de film din Kiev (mai târziu Studioul Cinematografic din Kiev). Ea a fost mai întâi regizor asistent la Pământ (1930), Ivan (1932) și Aerograd (1935), iar în 1939 a început să regizeze filme: mai întâi, împreună cu soțul ei, Oleksandr Dovjenko, iar după moartea acestuia din 1956 în mod independent. A fost regizor asociat la Șciors (1939) și coregizor la Eliberarea (1940), Bukovina – zemlea ukrainskaia (1940), Bătălia pentru Ucraina Sovietică (1943), Victorie în Ucraina de pe malul drept (1944) și Miciurin (1948).
În iulie 1941 cei doi soți au fost evacuați în orașul Ufa și mai târziu la Așgabat (RSS Turkmenă), unde au fost mutate echipamentele celor mai mari studiouri de film sovietice, unite în cadrul Studioului Cinematografic Central de Știri. Solnțeva a fost unul dintre regizorii trilogiei documentare despre bătălia de pe fronturile sudice. Începând din 1946 a lucrat la compania de producție Mosfilm. Solnțeva a suferit în plan ideologic o „convertire” la naționalismul ucrainean și a împărtășit, în același timp, sentimentele antievreiești ale soțului ei.
Solnțeva a continuat să regizeze și după moartea lui Dovjenko, realizând mai multe filme după scenariile rămase de la el în care a reprodus cu talent stilul său regizoral, așa cum a afirmat cu privire la filmul Poemul mării (Poema o morie, 1958): „Trebuie să realizez acest film în conformitate cu concepția artistică a lui Dovjenko, eliminând orice urmă a viziunii individuale proprii”.
În 1961 a obținut Premiul pentru cel mai bun regizor la Festivalul Internațional de Film de la Cannes pentru activitatea sa la filmul Povestea anilor înflăcărați, devenind prima femeie laureată (a doua a fost Sofia Coppola, care a câștigat acest premiu 56 de ani mai târziu). Solnțeva a fost, de asemenea, membru al juriului la Festivalul Internațional de Film de la Cannes din 1975.
Iulia Ippolitovna Solnțeva a murit în 29 octombrie 1989 la Moscova și a fost înmormântată în Cimitirul Novodevicii (parcela numărul 3) lângă soțul ei.

## Familie

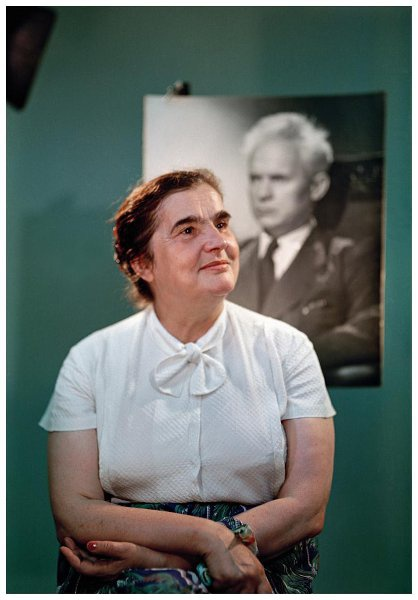
Iulia Solnțeva în anul 1961

Iulia Solnțeva a fost soția regizorului de film Oleksandr Petrovici Dovjenko (1894–1956). Cei doi s-au întâlnit în 1928 la Odesa și au trăit împreună aproape 30 de ani, dar nu au putut mult timp să se căsătorească deoarece Dovjenko încă nu divorțase de prima sa soție, Varvara Krîlova (1900–1959). Dovjenko și Krîlova se căsătoriseră pe 17 iulie 1923 la Praga și se separaseră de comun acord după 18 luni de mariaj, fără a divorța, ca urmare a faptului că Varvara dezvoltase o boală gravă a oaselor în urma unui accident suferit în 1925 în timp ce vâslea pe un râu. Divorțul oficial al celor doi a avut loc abia în 1955. Cu toate acestea, Dovjenko și Solnțeva s-au căsătorit pe 7 mai 1950 la Moscova, regizorul pretinzând în cererea întocmită atunci că nu fusese niciodată căsătorit.

## Filmografie

### Actriță
- 1924 — Аelita (Аэлита) — Аelita, regina planetei Marte
- 1924 — Папиросница от Моссельпрома — Zina Vesenina, vânzătoarea de țigări
- 1927 — Леон Кутюрье — Bella, care a devenit Margarita Couturier
- 1928 — Буря — Katia, fiica paznicului farului
- 1928 — Глаза, которые видели — Roza, sora lui Motele
- 1928 — Джимми Хиггинс — Ellen Wood, soția lui Higgins
- 1929 — Две женщины — Krekșina, femeia din zilele noastre
- 1930 — Pământ (Земля) — fiica lui Opanas
- 1942 — Александр Пархоменко — Nina, soția lui Parhomenko

### Regizoare

#### Filme de ficțiune
- 1939 — Șciors (Щорс, împreună cu O. Dovjenko)
- 1948 — Miciurin (Мичурин, coregizor)
- 1951 — Прощай, Америка! (împreună cu O. Dovjenko)
- 1953 — Егор Булычов и другие (film-spectacol) (împreună cu B. E. Zahavoi)
- 1954 — Родимые пятна (antologie) (segmentul «Ревизоры поневоле»)
- 1958 — Poemul mării (Поэма о море)
- 1960 — Povestea anilor înflăcărați (Повесть пламенных лет)
- 1964 — Зачарованная Десна
- 1967 — Незабываемое
- 1969 — Золотые ворота
- 1974 — Ce înalți sunt munții (Такие высокие горы)
- 1979 — Мир в трёх измерениях

#### Filme documentare
- 1940 — Bukovina – zemlea ukrainskaia (Буковина – земля украинская), documentar, împreună cu O. Dovjenko)
- 1943 — Битва за нашу Советскую Украину (documentar, împreună cu O. Dovjenko și Ia.P. Avdeenko)
- 1945 — Победа на Правобережной Украине (documentar, împreună cu O. Dovjenko și Ia.P. Avdeenko)

### Altele
- 1935 — Aerograd (Аэроград, asistentă de regie)
- 1973 — Zvenigora (Звeнигopа, regizoarea versiunii restaurate)

### Scenaristă
- 1969 — Золотые ворота (împreună cu V. F. Karen)

### Participare la filme
- 1961 — Юлия Солнцева („Iulia Solnțeva”, documentar)
- 1981 — Юлия Солнцева. Последнее интервью („Iulia Solnțeva. Ultimul interviu”, documentar)

## Titluri și premii
- Artist emerit al RSFSR (1935)
- Artist al poporului din RSFSR (1964)
- Artist al poporului din URSS (1981)
- Premiul Stalin cl. a II-a (1949) – pentru filmul Miciurin (1948)
- Ordinul Lenin
- Ordinul Steagul Roșu al Muncii
- Ordinul Insigna de Onoare (1950)
- Medalia „Pentru merit în muncă în Marele Război pentru Apărarea Patriei din 1941–1945”
- Medalia „Veteran al muncii”
- Medalia „Aniversarea a 800 de ani a orașului Moscova”
- Medalia „Pentru merit în muncă. Cu ocazia aniversării a 100 de ani de la nașterea lui Vladimir Ilici Lenin”[27]
- Festivalul Unional de Film de la Kiev (diplomă specială de onoare, filmul Poemul mării, 1959)
- Festivalul Internațional de Film de la Cannes (Premiul pentru cel mai bun regizor, filmul Povestea anilor înflăcărați, 1961)
- Festivalul Internațional de Film de la Londra (Diploma de onoare, filmul Poemul mării, 1962)
- Festivalul Internațional de Film de la San Sebastian (Diploma specială a juriului „pentru merite artistice și tehnice în domeniul filmului”, filmul Зачарованная Десна, 1965)
- Medalia „Leul de aur al Sfântului Marcu” (Expoziția de carte de la Veneția, pentru participarea la proiectarea cărții-film Pământ, 1975)[14]
- Medalia de aur „A. P. Dovjenko” (pentru filmul Мир в трёх измерениях, 1980).